# Tour de Californie féminin 2017
Cet article traite uniquement de la compétition féminine. Pour les résultats de la compétition masculine, voir Tour de Californie 2017.
La 3e édition du Tour de Californie féminin a lieu du 11 mai 2017 au 14 mai 2017. C'est la dixième épreuve de l'UCI World Tour féminin 2017.
La première étape donne lieu à une course de côte où Megan Guarnier devance sa coéquipière Anna van der Breggen. La deuxième étape est très difficile et donne lieu à un duel entre Anna van der Breggen et Katie Hall. Cette dernière l'emporte et s'empare du maillot jaune pour trois secondes. Les deux dernières étapes sont plates. Grâce aux sprints intermédiaires Anna van der Breggen gagne le classement général. Le sprint de la troisième étape est remporté par Coryn Rivera et celui de la quatrième étape par Giorgia Bronzini. Le podium final est complété par Katie Hall et Arlenis Sierra. Cette dernière gagne également le classement par points et de la meilleure jeune. Katie Hall est la meilleure grimpeuse et son formation la UnitedHealthcare la meilleure équipe.

## Équipes
| Équipes féminines professionnelles (16)- Astana Women's Team - BePink Cogeas - Boels Dolmans - Canyon-SRAM - Colavita-Bianchi - Cylance Pro Cycling - Drops - Hagens Berman-Supermint - Lares-Waowdeals Women Cycling Team - Rally Cycling - Sho-Air Twenty20 - Sunweb - Team Tibco-Silicon Valley Bank - UnitedHealthcare - Visit Dallas DNA - Wiggle High5 Équipe nationale- États-Unis |
| |

## Étapes
| Étape     | Date   | Villes étapes                       | type              | Distance (km) | Vainqueur d'étape | Leader du classement général |
| --------- | ------ | ----------------------------------- | ----------------- | ------------- | ----------------- | ---------------------------- |
| 1re étape | 11 mai | South Lake Tahoe – South Lake Tahoe | étape vallonnée   | 117           | Megan Guarnier    | Megan Guarnier               |
| 2e étape  | 12 mai | South Lake Tahoe – South Lake Tahoe | étape de montagne | 108           | Katie Hall        | Katie Hall                   |
| 3e étape  | 13 mai | Elk Grove – Sacramento              | étape de plaine   | 118           | Coryn Rivera      | Katie Hall                   |
| 4e étape  | 14 mai | Sacramento – Sacramento             | étape de plaine   | 70            | Giorgia Bronzini  | Anna van der Breggen         |

### 1reétape
L'étape se déroule dans des conditions météo idéales. La première ascension a lieu au bout de sept kilomètres. Kristabel Doebel-Hickok, Scotti Lechuga et Katie Hall passent en tête. L'étape est très animée, avec notamment des attaques de Trixi Worrack, Leah Kirchmann ou Ingrid Drexel, mais la formation Boels-Dolmans contrôle la course. Ingrid Drexel retente avec Rushlee Buchanan, mais elles sont de nouveau reprise au kilomètre soixante-douze. Lizzie Williams contre et compte jusqu'à une minute d'avance sur le peloton. Elle est reprise à vingt-cinq kilomètres de l'arrivée au pied de la dernière montée de l'étape. Amy Pieters  place une attaque et provoque une sélection dans le peloton. Sa coéquipière Karol-Ann Canuel part ensuite, mais l'équipe UnitedHealthcare est vigilante. Enfin, Anna van der Breggen et Megan Guarnier sortent du peloton. Cette dernière remporte l'étape,.
| \| Classement de l'étape \| Classement de l'étape \| Classement de l'étape \| Classement de l'étape \| Classement de l'étape \| \| Coureuse \| Coureuse \| Pays \| Équipe \| Temps \| \| --------------------- \| ----------------------- \| --------------------- \| ----------------------------- \| --------------------- \| \| 1re \| Megan Guarnier \| États-Unis \| Boels Dolmans \| 3 h 03 min 48 s \| \| 2e \| Anna van der Breggen \| Pays-Bas \| Boels Dolmans \| + 4 s \| \| 3e \| Arlenis Sierra \| Cuba \| Astana Women's Team \| + 7 s \| \| 4e \| Ruth Edwards \| États-Unis \| UnitedHealthcare Women's Team \| + 10 s \| \| 5e \| Kristabel Doebel-Hickok \| États-Unis \| Cylance \| + 10 s \| \| 6e \| Lauren Stephens \| États-Unis \| Tibco-Silicon Valley Bank \| + 14 s \| \| 7e \| Lex Albrecht \| Canada \| Tibco-Silicon Valley Bank \| + 17 s \| \| 8e \| Coryn Rivera \| États-Unis \| Sunweb \| + 20 s \| \| 9e \| Katie Hall \| États-Unis \| UnitedHealthcare Women's Team \| + 20 s \| \| 10e \| Alena Amialiusik \| Biélorussie \| Canyon-SRAM Racing \| + 22 s \| |                         |             |                               |                 |
| |                         |             |                               |                 |
| Source : Cycling Quotient |                         |             |                               |                 |
| Classement de l'étape |                         |             |                               |                 |
| Coureuse | Coureuse                | Pays        | Équipe                        | Temps           |
| 1re | Megan Guarnier          | États-Unis  | Boels Dolmans                 | 3 h 03 min 48 s |
| 2e | Anna van der Breggen    | Pays-Bas    | Boels Dolmans                 | + 4 s           |
| 3e | Arlenis Sierra          | Cuba        | Astana Women's Team           | + 7 s           |
| 4e | Ruth Edwards            | États-Unis  | UnitedHealthcare Women's Team | + 10 s          |
| 5e | Kristabel Doebel-Hickok | États-Unis  | Cylance                       | + 10 s          |
| 6e | Lauren Stephens         | États-Unis  | Tibco-Silicon Valley Bank     | + 14 s          |
| 7e | Lex Albrecht            | Canada      | Tibco-Silicon Valley Bank     | + 17 s          |
| 8e | Coryn Rivera            | États-Unis  | Sunweb                        | + 20 s          |
| 9e | Katie Hall              | États-Unis  | UnitedHealthcare Women's Team | + 20 s          |
| 10e | Alena Amialiusik        | Biélorussie | Canyon-SRAM Racing            | + 22 s          |

| \| Classement général \| Classement général \| Classement général \| Classement général \| Classement général \| \| Coureuse \| Coureuse \| Pays \| Équipe \| Temps \| \| ------------------ \| ----------------------- \| ------------------ \| ----------------------------- \| ------------------ \| \| 1re \| Megan Guarnier \| États-Unis \| Boels Dolmans \| 3 h 03 min 38 s \| \| 2e \| Anna van der Breggen \| Pays-Bas \| Boels Dolmans \| + 8 s \| \| 3e \| Arlenis Sierra \| Cuba \| Astana Women's Team \| + 11 s \| \| 4e \| Ruth Edwards \| États-Unis \| UnitedHealthcare Women's Team \| + 20 s \| \| 5e \| Kristabel Doebel-Hickok \| États-Unis \| Cylance \| + 20 s \| \| 6e \| Lauren Stephens \| États-Unis \| Tibco-Silicon Valley Bank \| + 24 s \| \| 7e \| Lex Albrecht \| Canada \| Tibco-Silicon Valley Bank \| + 27 s \| \| 8e \| Coryn Rivera \| États-Unis \| Sunweb \| + 30 s \| \| 9e \| Katie Hall \| États-Unis \| UnitedHealthcare Women's Team \| + 30 s \| \| 10e \| Alena Amialiusik \| Biélorussie \| Canyon-SRAM Racing \| + 32 s \| |                         |             |                               |                 |
| |                         |             |                               |                 |
| Source : Cycling Quotient |                         |             |                               |                 |
| Classement général |                         |             |                               |                 |
| Coureuse | Coureuse                | Pays        | Équipe                        | Temps           |
| 1re | Megan Guarnier          | États-Unis  | Boels Dolmans                 | 3 h 03 min 38 s |
| 2e | Anna van der Breggen    | Pays-Bas    | Boels Dolmans                 | + 8 s           |
| 3e | Arlenis Sierra          | Cuba        | Astana Women's Team           | + 11 s          |
| 4e | Ruth Edwards            | États-Unis  | UnitedHealthcare Women's Team | + 20 s          |
| 5e | Kristabel Doebel-Hickok | États-Unis  | Cylance                       | + 20 s          |
| 6e | Lauren Stephens         | États-Unis  | Tibco-Silicon Valley Bank     | + 24 s          |
| 7e | Lex Albrecht            | Canada      | Tibco-Silicon Valley Bank     | + 27 s          |
| 8e | Coryn Rivera            | États-Unis  | Sunweb                        | + 30 s          |
| 9e | Katie Hall              | États-Unis  | UnitedHealthcare Women's Team | + 30 s          |
| 10e | Alena Amialiusik        | Biélorussie | Canyon-SRAM Racing            | + 32 s          |

### 2eétape
La météo est fraîche pour cette deuxième étape. Comme la veille, l'équipe Boels Dolmans contrôle la course. Juliette Labous s'échappe dans la montée du Luther Pass. Son avance culmine à une minute, mais elle est reprise dans la descente. Dans l'ascension du Kingsbury Grade, Karol-Ann Canuel imprime le rythme dans les premiers kilomètres et réduit le peloton à vingt-cinq unités. Katie Hall attaque à cinq kilomètres du sommet. Elle est suivie par Anna van der Breggen et Coryn Rivera. Les accélérations répétées de Katie Hall finissent par faire décrocher Coryn Rivera. Il s'ensuit une descente où Anna van der Breggen prend l'ascendant. Dans la montée finale, Katie Hall dépasse cependant la Néerlandaise. Elle s'impose seule et s'empare du maillot jaune,.
| \| Classement de l'étape \| Classement de l'étape \| Classement de l'étape \| Classement de l'étape \| Classement de l'étape \| \| Coureuse \| Coureuse \| Pays \| Équipe \| Temps \| \| --------------------- \| ----------------------- \| --------------------- \| ----------------------------- \| --------------------- \| \| 1re \| Katie Hall \| États-Unis \| UnitedHealthcare Women's Team \| 3 h 09 min 56 s \| \| 2e \| Anna van der Breggen \| Pays-Bas \| Boels Dolmans \| + 21 s \| \| 3e \| Kristabel Doebel-Hickok \| États-Unis \| Cylance \| + 37 s \| \| 4e \| Ruth Edwards \| États-Unis \| UnitedHealthcare Women's Team \| + 37 s \| \| 5e \| Megan Guarnier \| États-Unis \| Boels Dolmans \| + 49 s \| \| 6e \| Arlenis Sierra \| Cuba \| Astana Women's Team \| + 49 s \| \| 7e \| Coryn Rivera \| États-Unis \| Sunweb \| + 49 s \| \| 8e \| Lauren Stephens \| États-Unis \| Tibco-Silicon Valley Bank \| + 49 s \| \| 9e \| Tayler Wiles \| États-Unis \| UnitedHealthcare Women's Team \| + 58 s \| \| 10e \| Alena Amialiusik \| Biélorussie \| Canyon-SRAM Racing \| + 1 min 05 s \| |                         |             |                               |                 |
| |                         |             |                               |                 |
| Sources : s_Race_empowered_2017_Stage_2 ProCyclingStats Cycling Quotient |                         |             |                               |                 |
| Classement de l'étape |                         |             |                               |                 |
| Coureuse | Coureuse                | Pays        | Équipe                        | Temps           |
| 1re | Katie Hall              | États-Unis  | UnitedHealthcare Women's Team | 3 h 09 min 56 s |
| 2e | Anna van der Breggen    | Pays-Bas    | Boels Dolmans                 | + 21 s          |
| 3e | Kristabel Doebel-Hickok | États-Unis  | Cylance                       | + 37 s          |
| 4e | Ruth Edwards            | États-Unis  | UnitedHealthcare Women's Team | + 37 s          |
| 5e | Megan Guarnier          | États-Unis  | Boels Dolmans                 | + 49 s          |
| 6e | Arlenis Sierra          | Cuba        | Astana Women's Team           | + 49 s          |
| 7e | Coryn Rivera            | États-Unis  | Sunweb                        | + 49 s          |
| 8e | Lauren Stephens         | États-Unis  | Tibco-Silicon Valley Bank     | + 49 s          |
| 9e | Tayler Wiles            | États-Unis  | UnitedHealthcare Women's Team | + 58 s          |
| 10e | Alena Amialiusik        | Biélorussie | Canyon-SRAM Racing            | + 1 min 05 s    |

| \| Classement général \| Classement général \| Classement général \| Classement général \| Classement général \| \| Coureuse \| Coureuse \| Pays \| Équipe \| Temps \| \| ------------------ \| ----------------------- \| ------------------ \| ----------------------------- \| ------------------ \| \| 1re \| Katie Hall \| États-Unis \| UnitedHealthcare Women's Team \| 6 h 13 min 54 s \| \| 2e \| Anna van der Breggen \| Pays-Bas \| Boels Dolmans \| + 3 s \| \| 3e \| Megan Guarnier \| États-Unis \| Boels Dolmans \| + 29 s \| \| 4e \| Kristabel Doebel-Hickok \| États-Unis \| Cylance \| + 33 s \| \| 5e \| Ruth Edwards \| États-Unis \| UnitedHealthcare Women's Team \| + 37 s \| \| 6e \| Arlenis Sierra \| Cuba \| Astana Women's Team \| + 40 s \| \| 7e \| Lauren Stephens \| États-Unis \| Tibco-Silicon Valley Bank \| + 53 s \| \| 8e \| Coryn Rivera \| États-Unis \| Sunweb \| + 59 s \| \| 9e \| Alena Amialiusik \| Biélorussie \| Canyon-SRAM Racing \| + 1 min 17 s \| \| 10e \| Martina Ritter \| Autriche \| Drops \| + 1 min 26 s \| |                         |             |                               |                 |
| |                         |             |                               |                 |
| Sources : s_Race_empowered_2017_Stage_2 ProCyclingStats Cycling Quotient |                         |             |                               |                 |
| Classement général |                         |             |                               |                 |
| Coureuse | Coureuse                | Pays        | Équipe                        | Temps           |
| 1re | Katie Hall              | États-Unis  | UnitedHealthcare Women's Team | 6 h 13 min 54 s |
| 2e | Anna van der Breggen    | Pays-Bas    | Boels Dolmans                 | + 3 s           |
| 3e | Megan Guarnier          | États-Unis  | Boels Dolmans                 | + 29 s          |
| 4e | Kristabel Doebel-Hickok | États-Unis  | Cylance                       | + 33 s          |
| 5e | Ruth Edwards            | États-Unis  | UnitedHealthcare Women's Team | + 37 s          |
| 6e | Arlenis Sierra          | Cuba        | Astana Women's Team           | + 40 s          |
| 7e | Lauren Stephens         | États-Unis  | Tibco-Silicon Valley Bank     | + 53 s          |
| 8e | Coryn Rivera            | États-Unis  | Sunweb                        | + 59 s          |
| 9e | Alena Amialiusik        | Biélorussie | Canyon-SRAM Racing            | + 1 min 17 s    |
| 10e | Martina Ritter          | Autriche    | Drops                         | + 1 min 26 s    |

### 3eétape
Les premières attaques de l'étape sont reprises. Ingrid Drexel, Erica Allar et Scotti Lechuga forment ensuite un groupe d'échappée. Leur avance atteint la minute. Elles sont reprises avant le sprint intermédiaire qui est remporté par Arlenis Sierra devant Anna van der Breggen. Mandy Heintz attaque immédiatement après et compte quarante secondes d'avance à vingt kilomètres de l'arrivée. Elle est reprise dans les derniers kilomètres. Giorgia Bronzini est victime d'une crevaison mais parvient à revenir dans le peloton avant le sprint final. La même mésaventure atteint Kirsten Wild qui ne peut cependant pas revenir. Les derniers kilomètres sont très désorganisés et plusieurs chutes surviennent. Coryn Rivera se montre la plus rapide devant Arlenis Sierra et Giorgia Bronzini. Arlenis Sierra s'empare du maillot vert et du maillot blanc par l'intermédiaire des bonifications. Anna van der Breggen a une seconde de retard sur Katie Hall au classement général à l'issue de l'étape,.
| \| Classement de l'étape \| Classement de l'étape \| Classement de l'étape \| Classement de l'étape \| Classement de l'étape \| \| Coureuse \| Coureuse \| Pays \| Équipe \| Temps \| \| --------------------- \| --------------------- \| --------------------- \| ----------------------- \| --------------------- \| \| 1re \| Coryn Rivera \| États-Unis \| Sunweb \| 2 h 55 min 37 s \| \| 2e \| Arlenis Sierra \| Cuba \| Astana Women's Team \| + 0 s \| \| 3e \| Giorgia Bronzini \| Italie \| Wiggle High5 \| + 0 s \| \| 4e \| Barbara Guarischi \| Italie \| Canyon-SRAM Racing \| + 0 s \| \| 5e \| Amy Pieters \| Pays-Bas \| Boels Dolmans \| + 0 s \| \| 6e \| Lizzie Williams \| Australie \| Hagens Berman-Supermint \| + 0 s \| \| 7e \| Emma White \| États-Unis \| Rally Cycling \| + 0 s \| \| 8e \| Kirsti Lay \| Canada \| Rally Cycling \| + 0 s \| \| 9e \| Samantha Schneider \| États-Unis \| \| + 0 s \| \| 10e \| Abby-Mae Parkinson \| Royaume-Uni \| Drops \| + 0 s \| |                    |             |                         |                 |
| |                    |             |                         |                 |
| Source : ProCyclingStats |                    |             |                         |                 |
| Classement de l'étape |                    |             |                         |                 |
| Coureuse | Coureuse           | Pays        | Équipe                  | Temps           |
| 1re | Coryn Rivera       | États-Unis  | Sunweb                  | 2 h 55 min 37 s |
| 2e | Arlenis Sierra     | Cuba        | Astana Women's Team     | + 0 s           |
| 3e | Giorgia Bronzini   | Italie      | Wiggle High5            | + 0 s           |
| 4e | Barbara Guarischi  | Italie      | Canyon-SRAM Racing      | + 0 s           |
| 5e | Amy Pieters        | Pays-Bas    | Boels Dolmans           | + 0 s           |
| 6e | Lizzie Williams    | Australie   | Hagens Berman-Supermint | + 0 s           |
| 7e | Emma White         | États-Unis  | Rally Cycling           | + 0 s           |
| 8e | Kirsti Lay         | Canada      | Rally Cycling           | + 0 s           |
| 9e | Samantha Schneider | États-Unis  |                         | + 0 s           |
| 10e | Abby-Mae Parkinson | Royaume-Uni | Drops                   | + 0 s           |

| \| Classement général \| Classement général \| Classement général \| Classement général \| Classement général \| \| Coureuse \| Coureuse \| Pays \| Équipe \| Temps \| \| ------------------ \| ----------------------- \| ------------------ \| ----------------------------- \| ------------------ \| \| 1re \| Katie Hall \| États-Unis \| UnitedHealthcare Women's Team \| 9 h 09 min 31 s \| \| 2e \| Anna van der Breggen \| Pays-Bas \| Boels Dolmans \| + 1 s \| \| 3e \| Megan Guarnier \| États-Unis \| Boels Dolmans \| + 29 s \| \| 4e \| Arlenis Sierra \| Cuba \| Astana Women's Team \| + 31 s \| \| 5e \| Kristabel Doebel-Hickok \| États-Unis \| Cylance \| + 33 s \| \| 6e \| Ruth Edwards \| États-Unis \| UnitedHealthcare Women's Team \| + 37 s \| \| 7e \| Coryn Rivera \| États-Unis \| Sunweb \| + 49 s \| \| 8e \| Lauren Stephens \| États-Unis \| Tibco-Silicon Valley Bank \| + 53 s \| \| 9e \| Alena Amialiusik \| Biélorussie \| Canyon-SRAM Racing \| + 1 min 17 s \| \| 10e \| Martina Ritter \| Autriche \| Drops \| + 1 min 26 s \| |                         |             |                               |                 |
| |                         |             |                               |                 |
| Source : ProCyclingStats |                         |             |                               |                 |
| Classement général |                         |             |                               |                 |
| Coureuse | Coureuse                | Pays        | Équipe                        | Temps           |
| 1re | Katie Hall              | États-Unis  | UnitedHealthcare Women's Team | 9 h 09 min 31 s |
| 2e | Anna van der Breggen    | Pays-Bas    | Boels Dolmans                 | + 1 s           |
| 3e | Megan Guarnier          | États-Unis  | Boels Dolmans                 | + 29 s          |
| 4e | Arlenis Sierra          | Cuba        | Astana Women's Team           | + 31 s          |
| 5e | Kristabel Doebel-Hickok | États-Unis  | Cylance                       | + 33 s          |
| 6e | Ruth Edwards            | États-Unis  | UnitedHealthcare Women's Team | + 37 s          |
| 7e | Coryn Rivera            | États-Unis  | Sunweb                        | + 49 s          |
| 8e | Lauren Stephens         | États-Unis  | Tibco-Silicon Valley Bank     | + 53 s          |
| 9e | Alena Amialiusik        | Biélorussie | Canyon-SRAM Racing            | + 1 min 17 s    |
| 10e | Martina Ritter          | Autriche    | Drops                         | + 1 min 26 s    |

### 4eétape
Le critérium de la dernière étape est contrôlé par les équipes Cylance, Boels Dolmans et Unitedhealthcare. Lors du sprint intermédiaire lors du vingt-cinquième passage sur la ligne, Giorgia Bronzini s'impose devant Anna van der Breggen qui prend ainsi la tête du classement général pour une seconde. Dans le final, Katie Hall tente son va-tout mais sans succès. Au sprint, Giorgia Bronzini gagne en sautant dans les derniers mètres Kirsten Wild et Coryn Rivera,.
| \| Classement de l'étape \| Classement de l'étape \| Classement de l'étape \| Classement de l'étape \| Classement de l'étape \| \| Coureuse \| Coureuse \| Pays \| Équipe \| Temps \| \| --------------------- \| --------------------- \| --------------------- \| ------------------------- \| --------------------- \| \| 1re \| Giorgia Bronzini \| Italie \| Wiggle High5 \| 1 h 38 min 03 s \| \| 2e \| Coryn Rivera \| États-Unis \| Sunweb \| + 0 s \| \| 3e \| Kirsten Wild \| Pays-Bas \| Cylance \| + 0 s \| \| 4e \| Hannah Barnes \| Royaume-Uni \| Canyon-SRAM Racing \| + 0 s \| \| 5e \| Arlenis Sierra \| Cuba \| Astana Women's Team \| + 0 s \| \| 6e \| Emma White \| États-Unis \| Rally Cycling \| + 0 s \| \| 7e \| Lizzie Williams \| Australie \| Hagens Berman-Supermint \| + 0 s \| \| 8e \| Trixi Worrack \| Allemagne \| Canyon-SRAM Racing \| + 0 s \| \| 9e \| Íngrid Drexel \| Mexique \| Tibco-Silicon Valley Bank \| + 0 s \| \| 10e \| Samantha Schneider \| États-Unis \| \| + 0 s \| |                    |             |                           |                 |
| |                    |             |                           |                 |
| Source : s_Race_empowered_2017_Stage_4 ProCyclingStats |                    |             |                           |                 |
| Classement de l'étape |                    |             |                           |                 |
| Coureuse | Coureuse           | Pays        | Équipe                    | Temps           |
| 1re | Giorgia Bronzini   | Italie      | Wiggle High5              | 1 h 38 min 03 s |
| 2e | Coryn Rivera       | États-Unis  | Sunweb                    | + 0 s           |
| 3e | Kirsten Wild       | Pays-Bas    | Cylance                   | + 0 s           |
| 4e | Hannah Barnes      | Royaume-Uni | Canyon-SRAM Racing        | + 0 s           |
| 5e | Arlenis Sierra     | Cuba        | Astana Women's Team       | + 0 s           |
| 6e | Emma White         | États-Unis  | Rally Cycling             | + 0 s           |
| 7e | Lizzie Williams    | Australie   | Hagens Berman-Supermint   | + 0 s           |
| 8e | Trixi Worrack      | Allemagne   | Canyon-SRAM Racing        | + 0 s           |
| 9e | Íngrid Drexel      | Mexique     | Tibco-Silicon Valley Bank | + 0 s           |
| 10e | Samantha Schneider | États-Unis  |                           | + 0 s           |

### Classement général final
| \| Classement général \| Classement général \| Classement général \| Classement général \| Classement général \| \| Coureuse \| Coureuse \| Pays \| Équipe \| Temps \| \| ------------------ \| ----------------------- \| ------------------ \| ----------------------------- \| ------------------ \| \| 1re \| Anna van der Breggen \| Pays-Bas \| Boels Dolmans \| 10 h 38 min 33 s \| \| 2e \| Katie Hall \| États-Unis \| UnitedHealthcare Women's Team \| + 1 s \| \| 3e \| Arlenis Sierra \| Cuba \| Astana Women's Team \| + 31 s \| \| 4e \| Kristabel Doebel-Hickok \| États-Unis \| Cylance \| + 34 s \| \| 5e \| Ruth Edwards \| États-Unis \| UnitedHealthcare Women's Team \| + 38 s \| \| 6e \| Coryn Rivera \| États-Unis \| Sunweb \| + 44 s \| \| 7e \| Lauren Stephens \| États-Unis \| Tibco-Silicon Valley Bank \| + 54 s \| \| 8e \| Alena Amialiusik \| Biélorussie \| Canyon-SRAM Racing \| + 1 min 39 s \| \| 9e \| Martina Ritter \| Autriche \| Drops \| + 1 min 42 s \| \| 10e \| Leah Thomas \| États-Unis \| Sho-Air Twenty20 \| + 1 min 58 s \| |                         |             |                               |                  |
| |                         |             |                               |                  |
| Source : ProCyclingStats |                         |             |                               |                  |
| Classement général |                         |             |                               |                  |
| Coureuse | Coureuse                | Pays        | Équipe                        | Temps            |
| 1re | Anna van der Breggen    | Pays-Bas    | Boels Dolmans                 | 10 h 38 min 33 s |
| 2e | Katie Hall              | États-Unis  | UnitedHealthcare Women's Team | + 1 s            |
| 3e | Arlenis Sierra          | Cuba        | Astana Women's Team           | + 31 s           |
| 4e | Kristabel Doebel-Hickok | États-Unis  | Cylance                       | + 34 s           |
| 5e | Ruth Edwards            | États-Unis  | UnitedHealthcare Women's Team | + 38 s           |
| 6e | Coryn Rivera            | États-Unis  | Sunweb                        | + 44 s           |
| 7e | Lauren Stephens         | États-Unis  | Tibco-Silicon Valley Bank     | + 54 s           |
| 8e | Alena Amialiusik        | Biélorussie | Canyon-SRAM Racing            | + 1 min 39 s     |
| 9e | Martina Ritter          | Autriche    | Drops                         | + 1 min 42 s     |
| 10e | Leah Thomas             | États-Unis  | Sho-Air Twenty20              | + 1 min 58 s     |

### Points UCI
| Position,                 | 1er | 2e  | 3e | 4e | 5e | 6e | 7e | 8e | 9e | 10e | 11e | 12e | 13e | 14e | 15e | 16e | 17e | 18e | 19e | 20e |
| Classement général        | 120 | 100 | 85 | 70 | 60 | 50 | 40 | 35 | 30 | 25  | 20  | 18  | 16  | 14  | 12  | 10  | 8   | 6   | 4   | 2   |
| Étapes et demi-étapes     | 25  | 20  | 18 | 16 | 14 | 12 | 10 | 8  | 6  | 4   |     |     |     |     |     |     |     |     |     |     |
| Port du maillot de leader | 6   |     |    |    |    |    |    |    |    |     |     |     |     |     |     |     |     |     |     |     |

### Classements annexes

#### Classement par points
| Classement par points | Classement par points   | Classement par points | Classement par points         | Classement par points |
| Coureuse              | Coureuse                | Pays                  | Équipe                        | Points                |
| --------------------- | ----------------------- | --------------------- | ----------------------------- | --------------------- |
| 1re                   | Arlenis Sierra          | Cuba                  | Astana Women's Team           | 38 pts                |
| 2e                    | Coryn Rivera            | États-Unis            | Sunweb                        | 34 pts                |
| 3e                    | Anna van der Breggen    | Pays-Bas              | Boels Dolmans                 | 28 pts                |
| 4e                    | Giorgia Bronzini        | Italie                | Wiggle High5                  | 27 pts                |
| 5e                    | Megan Guarnier          | États-Unis            | Boels Dolmans                 | 21 pts                |
| 6e                    | Katie Hall              | États-Unis            | UnitedHealthcare Women's Team | 17 pts                |
| 7e                    | Kristabel Doebel-Hickok | États-Unis            | Cylance                       | 15 pts                |
| 8e                    | Ruth Edwards            | États-Unis            | UnitedHealthcare Women's Team | 14 pts                |
| 9e                    | Kirsten Wild            | Pays-Bas              | Cylance                       | 12 pts                |
| 10e                   | Emma White              | États-Unis            | Rally Cycling                 | 11 pts                |

#### Classement de la montagne
| Classement de la montagne | Classement de la montagne | Classement de la montagne | Classement de la montagne | Classement de la montagne |
| ------------------------- | ------------------------- | ------------------------- | ------------------------- | ------------------------- |
|                           | Coureur                   | Pays                      | Équipe                    | Point(s)                  |
| 1er                       | Katie Hall                | États-Unis                | UnitedHealthcare          | 16 points                 |
| 2e                        | Kristabel Doebel-Hickok   | États-Unis                | Cylance                   | 12 pts                    |
| 3e                        | Anna van der Breggen      | Pays-Bas                  | Boels Dolmans             | 11 pts                    |
| modifier                  |                           |                           |                           |                           |

#### Classement de la meilleure jeune
| Classement de la meilleure jeune | Classement de la meilleure jeune | Classement de la meilleure jeune | Classement de la meilleure jeune | Classement de la meilleure jeune |
|                                  | Coureur                          | Pays                             | Équipe                           | Temps                            |
| -------------------------------- | -------------------------------- | -------------------------------- | -------------------------------- | -------------------------------- |
| 1er                              | Arlenis Sierra                   | Cuba                             | Astana Women's                   | en 10 h 38 min 4 s               |
| 2e                               | Ruth Winder                      | États-Unis                       | UnitedHealthcare                 | +7 s                             |
| 3e                               | Coryn Rivera                     | États-Unis                       | Sunweb                           | +13 s                            |
| modifier                         |                                  |                                  |                                  |                                  |

#### Classement par équipes
| Classement par équipes | Classement par équipes         | Classement par équipes | Classement par équipes |
| Équipe                 | Équipe                         | Pays                   | Temps                  |
| ---------------------- | ------------------------------ | ---------------------- | ---------------------- |
| 1re                    | UnitedHealthcare               | États-Unis             | 32 h 25 min 07 s       |
| 2e                     | Team Tibco-Silicon Valley Bank | États-Unis             | + 2 min 30 s           |
| 3e                     | Cylance Pro Cycling            | États-Unis             | + 4 min 34 s           |
| 4e                     | Sunweb                         | Pays-Bas               | + 6 min 38 s           |
| 5e                     | Drops                          | Royaume-Uni            | + 6 min 53 s           |
| 6e                     | Boels Dolmans                  | Pays-Bas               | + 6 min 54 s           |
| 7e                     | Astana Women's Team            | Kazakhstan             | + 11 min 42 s          |
| 8e                     | Canyon-SRAM                    | Allemagne              | + 11 min 57 s          |
| 9e                     | Sho-Air Twenty20               | États-Unis             | + 14 min 32 s          |
| 10e                    | Rally Cycling                  | États-Unis             | + 17 min 04 s          |

## Évolution des classements
| Étape              | Vainqueur          | Classement général   | Classement de la meilleure jeune | Classement de la montagne | Classement par points | Classement par équipes |
| ------------------ | ------------------ | -------------------- | -------------------------------- | ------------------------- | --------------------- | ---------------------- |
| 1                  | Megan Guarnier     | Megan Guarnier       | Arlenis Sierra                   | Megan Guarnier            | Megan Guarnier        | Cylance                |
| 2                  | Katie Hall         | Katie Hall           | Ruth Winder                      | Katie Hall                | Anna van der Breggen  | UnitedHealthcare       |
| 3                  | Coryn Rivera       | Katie Hall           | Arlenis Sierra                   | Katie Hall                | Arlenis Sierra        | UnitedHealthcare       |
| 4                  | Giorgia Bronzini   | Anna van der Breggen | Arlenis Sierra                   | Katie Hall                | Arlenis Sierra        | UnitedHealthcare       |
| Classements finals | Classements finals | Anna van der Breggen | Arlenis Sierra                   | Katie Hall                | Arlenis Sierra        | UnitedHealthcare       |

## Liste des participantes
| Légende                                          | Légende                                                                                              | Légende                                | Légende |
| ------------------------------------------------ | --- | -------------------------------------- | --- |
| Num                                              | Dossard de départ porté par la coureuse sur ce Tour de Californie féminin                            | Pos                                    | Position finale au classement général                                                                         |
| Leader du classement général                     | Indique la vainqueur du classement général                                                           | Leader du classement par points        | Indique la vainqueur du classement par points                                                                 |
| Leader du classement de la montagne              | Indique la vainqueur du classement de la montagne                                                    | Leader du classement du meilleur jeune | Indique la vainqueur du classement de la meilleure jeune                                                      |
| Coureur élu combatif lors de la précédente étape | Indique la coureuse la plus combative                                                                |                                        | Indique un maillot de champion national ou mondial, suivi de sa spécialité                                    |
| #                                                | Indique la meilleure équipe                                                                          | NP                                     | Indique une coureuse qui n'a pas pris le départ d'une étape, suivi du numéro de l'étape où elle s'est retirée |
| AB                                               | Indique une coureuse qui n'a pas terminé une étape, suivi du numéro de l'étape où elle s'est retirée | HD                                     | Indique un coureuse qui a terminé une étape hors des délais, suivi du numéro de l'étape                       |
| DSQ                                              | Indique un coureur qui a été disqualifié de la course, suivi du numéro de l'étape                    | *                                      | Indique un coureuse en lice pour le classement de la meilleure jeune (coureuses nées après le )               |

| Boels Dolmans DLT | Boels Dolmans DLT                  | Boels Dolmans DLT |
| ----------------- | ---------------------------------- | ----------------- |
| Num               | Coureur                            | Pos               |
| 1                 | Megan Guarnier (USA) (route)       | 33e               |
| 2                 | Anna van der Breggen (NED) (route) | 1re               |
| 3                 | Karol-Ann Canuel (CAN)             | 35e               |
| 4                 | Christine Majerus (LUX) (route)    | 48e               |
| 5                 | Amy Pieters (NED)                  | 42e               |
| 6                 | Jip van den Bos (NED)              | 55e               |

| Sho-Air Twenty20 T20 | Sho-Air Twenty20 T20  | Sho-Air Twenty20 T20 |
| -------------------- | --------------------- | -------------------- |
| Num                  | Coureur               | Pos                  |
| 11                   | Leah Thomas (USA)     | 10e                  |
| 12                   | Sofia Arreola (MEX)   | 75e                  |
| 13                   | Holly Breck (USA)     | AB-1                 |
| 14                   | Jasmin Duehring (CAN) | NP-4                 |
| 13                   | Shayna Powless (USA)  | 43e                  |

| UnitedHealthcare# UHC | UnitedHealthcare# UHC  | UnitedHealthcare# UHC |
| --------------------- | ---------------------- | --------------------- |
| Num                   | Coureur                | Pos                   |
| 21                    | Katie Hall (USA)       | 2e                    |
| 22                    | Rushlee Buchanan (NZL) | 32e                   |
| 23                    | Lauren Hall (USA)      | 66e                   |
| 24                    | Tayler Wiles (USA)     | 12e                   |
| 25                    | Ruth Winder (USA)      | 5e                    |
| 26                    | Lauretta Hanson (AUS)  | 60e                   |

| Wiggle High5 WHT | Wiggle High5 WHT        | Wiggle High5 WHT |
| ---------------- | ----------------------- | ---------------- |
| Num              | Coureur                 | Pos              |
| 31               | Giorgia Bronzini (ITA ) | 38e              |
| 32               | Audrey Cordon (FRA)     | 26e              |
| 33               | Amy Cure (AUS)          | AB-1             |
| 34               | Emilia Fahlin (SWE)     | 58e              |

| Sunweb SUN | Sunweb SUN            | Sunweb SUN |
| ---------- | --------------------- | ---------- |
| Num        | Coureur               | Pos        |
| 41         | Coryn Rivera (USA)    | 6e         |
| 42         | Lucinda Brand (NED)   | 30e        |
| 43         | Leah Kirchmann (CAN)  | 19e        |
| 44         | Juliette Labous (FRA) | 44e        |
| 45         | Liane Lippert (GER)   | 29e        |
| 46         | Julia Soek (NED)      | 56e        |

| Tibco-Silicon Valley Bank TIB | Tibco-Silicon Valley Bank TIB | Tibco-Silicon Valley Bank TIB |
| ----------------------------- | ----------------------------- | ----------------------------- |
| Num                           | Coureur                       | Pos                           |
| 51                            | Lauren Stephens (USA)         | 7e                            |
| 52                            | Lex Albrecht (CAN)            | 11e                           |
| 53                            | Kathryn Buss (USA)            | 20e                           |
| 54                            | Ingrid Drexel (MEX)           | 13e                           |
| 55                            | Lindsay Myers (USA)           | 49e                           |
| 56                            | Brianna Walle (USA)           | 46e                           |

| Canyon-SRAM Racing LPR | Canyon-SRAM Racing LPR      | Canyon-SRAM Racing LPR |
| ---------------------- | --------------------------- | ---------------------- |
| Num                    | Coureur                     | Pos                    |
| 61                     | Alena Amialiusik (BLR)      | 8e                     |
| 62                     | Hannah Barnes (GBR) (route) | 34e                    |
| 63                     | Tiffany Cromwell (GER)      | AB-1                   |
| 64                     | Barbara Guarischi (ITA)     | 70e                    |
| 65                     | Alexis Ryan (USA)           | 65e                    |
| 66                     | Trixi Worrack (GER )        | 27e                    |

| Visit Dallas DNA | Visit Dallas DNA        | Visit Dallas DNA |
| ---------------- | ----------------------- | ---------------- |
| Num              | Coureur                 | Pos              |
| 71               | Michaela Drummond (NZL) | 62e              |
| 72               | Mandy Heintz (USA)      | AB-4             |
| 73               | Jennifer Luebke (USA)   | 41e              |
| 74               | Hanna Muegge (GER)      | 71e              |
| 75               | Breanne Nalder (USA)    | 78e              |
| 76               | Claire Rose (GBR)       | 50e              |

| Sélection nationale des États-Unis | Sélection nationale des États-Unis | Sélection nationale des États-Unis |
| ---------------------------------- | ---------------------------------- | ---------------------------------- |
| Num                                | Coureur                            | Pos                                |
| 81                                 | Skylar Schneider (USA)             | 73e                                |
| 82                                 | Allison Arensman (USA)             | 74e                                |
| 83                                 | Hannah Arensman (USA)              | 59e                                |
| 84                                 | Laurel Rathbun (USA)               | AB-1                               |
| 85                                 | Samantha Schneider (USA)           | 77e                                |
| 86                                 | Stefanie Sydlik (USA)              | 67e                                |

| Astana Women's ASA | Astana Women's ASA       | Astana Women's ASA |
| ------------------ | ------------------------ | ------------------ |
| Num                | Coureur                  | Pos                |
| 91                 | Sofia Bertizzolo (ITA)   | 24e                |
| 92                 | Carolina Rodriguez (MEX) | NP-3               |
| 93                 | Arlenis Sierra (CUB)     | 3e                 |
| 94                 | Lara Vieceli (ITA)       | 36e                |

| Cylance CPC | Cylance CPC                   | Cylance CPC |
| ----------- | ----------------------------- | ----------- |
| Num         | Coureur                       | Pos         |
| 101         | Rossella Ratto (ITA )         | 21e         |
| 102         | Kristabel Doebel-Hickok (USA) | 4e          |
| 103         | Małgorzata Jasińska (POL)     | 31e         |
| 104         | Danielle King (GBR )          | 16e         |
| 105         | Alison Tetrick (USA)          | 80e         |
| 106         | Kirsten Wild (NED)            | 69e         |

| Colavita Bianchi CVB | Colavita Bianchi CVB  | Colavita Bianchi CVB |
| -------------------- | --------------------- | -------------------- |
| Num                  | Coureur               | Pos                  |
| 111                  | Abigail Mickey (USA)  | 23e                  |
| 112                  | Whitney Allison (USA) | 63e                  |
| 113                  | Gillian Ellsay (CAN)  | AB-2                 |
| 114                  | Astrid Gassner (AUT)  | AB-1                 |
| 115                  | Jessica Mundy (USA)   | AB-1                 |
| 116                  | Amber Pierce (USA)    | 61e                  |

| Rally RLW | Rally RLW             | Rally RLW |
| --------- | --------------------- | --------- |
| Num       | Coureur               | Pos       |
| 121       | Kirsti Lay (CAN)      | 17e       |
| 122       | Erica Allar (USA)     | 64e       |
| 123       | Kelly Catlin (USA)    | 39e       |
| 124       | Caitlin Laroche (USA) | 37e       |
| 125       | Katherine Maine (CAN) | 54e       |
| 126       | Emma White (USA)      | 47e       |

| Hagens Berman-Supermint HBS | Hagens Berman-Supermint HBS | Hagens Berman-Supermint HBS |
| --------------------------- | --------------------------- | --------------------------- |
| Num                         | Coureur                     | Pos                         |
| 131                         | Scotti Lechuga (USA)        | 18e                         |
| 132                         | Megan Alderete (USA)        | 57e                         |
| 133                         | Lindsay Bayer (USA)         | AB-2                        |
| 134                         | Jessica Cerra (USA)         | 52e                         |
| 135                         | Peta Mullens (AUS)          | 51e                         |
| 136                         | Lizzie Williams (AUS)       | 45e                         |

| Lares-Waowdeals Women LWW | Lares-Waowdeals Women LWW | Lares-Waowdeals Women LWW |
| ------------------------- | ------------------------- | ------------------------- |
| Num                       | Coureur                   | Pos                       |
| 141                       | Sofie de Vuyst (BEL)      | 15e                       |
| 142                       | Sarah Rijkes (AUT)        | 53e                       |
| 143                       | Amélie Rivat (FRA)        | 76e                       |
| 144                       | Shana Van Glabeke (BEL)   | AB-1                      |
| 145                       | Bryony Van Velzen (NED)   | 72e                       |

| Illuminate | Illuminate               | Illuminate |
| ---------- | ------------------------ | ---------- |
| Num        | Coureur                  | Pos        |
| 151        | Marie Soleil Blais (CAN) | 68e        |
| 152        | Georgia Catterick (NZL)  | 79e        |
| 153        | Mikayla Harvey (NZL)     | HD-4       |
| 154        | Yusseli Mendivil (MEX)   | AB-1       |
| 155        | Alexandra Millard (USA)  | AB-2       |
| 156        | Katerina Nash (CZE)      | 14e        |

| Drops DRP | Drops DRP                | Drops DRP |
| --------- | ------------------------ | --------- |
| Num       | Coureur                  | Pos       |
| 161       | Martina Ritter (AUT)     | 9e        |
| 162       | Anna Christian (GBR)     | 22e       |
| 163       | Elizabeth Holden (GBR)   | 40e       |
| 164       | Abby-Mae Parkinson (GBR) | 28e       |
| 165       | Hannah Payton (GBR)      | 25e       |

Source.